# Bryophaenocladius saanae
Bryophaenocladius saanae är en tvåvingeart som beskrevs av Tuiskunen 1986. Bryophaenocladius saanae ingår i släktet Bryophaenocladius och familjen fjädermyggor.
Artens utbredningsområde är Finland. Arten har ej påträffats i Sverige. Inga underarter finns listade i Catalogue of Life.